# Phil Brown (alpineskiër)
Phil Brown (Toronto, 9 november 1991) is een Canadees alpineskiër. Hij nam tweemaal deel aan de Olympische Winterspelen. 

## Carrière
Brown maakte zijn wereldbekerdebuut tijdens de reuzenslalom in januari 2012 in Adelboden. Hij behaalde nog geen podiumplaatsen in een wereldbekerwedstrijd. 
In 2014 nam Brown deel aan de Olympische Winterspelen in Sotsji. Hij eindigde 20e op de Olympische slalom en 29e op de reuzenslalom.
In Beaver Creek nam Brown deel aan de wereldkampioenschappen alpineskiën 2015. Op dit toernooi eindigde hij als 22e op de reuzenslalom. Samen met Erin Mielzynski, Candace Crawford en Trevor Philp behaalde Brown de zilveren plak in de landenwedstrijd. In de voorrondes won het Canadese team van de hoger geplaatste teams van Duitsland, Italië en Zweden. In de finale moest het Canadese viertal echter zijn meerdere erkennen in het Oostenrijkse team.

## Resultaten

### Olympische Spelen
| Jaar | Plaats      | Resultaten                  |
| ---- | ----------- | --------------------------- |
| 2014 | Sotsji      | 20e Slalom 29e Reuzenslalom |
| 2018 | Pyeongchang | 22e Slalom 27e Reuzenslalom |

### Wereldkampioenschappen
| Jaar | Plaats       | Resultaten                                       |
| ---- | ------------ | ------------------------------------------------ |
| 2013 | Schladming   | 35e Reuzenslalom DNF1 Slalom                     |
| 2015 | Beaver Creek | Landenwedstrijd · 22e Reuzenslalom · DNF1 Slalom |
| 2017 | Sankt Moritz | DNF2 Reuzenslalom DNF1 Slalom                    |

### Wereldbeker
Eindklasseringen
| Seizoen   | Algm | SL  | RS  |
| --------- | ---- | --- | --- |
| 2013/2014 | 137e | -   | 48e |
| 2014/2015 | 124e | -   | 38e |
| 2015/2016 | 149e | -   | 53e |
| 2016/2017 | 141e | 52e | -   |
| 2017/2018 | 145e | 51e | -   |